# RIZIN FIGHTING WORLD GRAND-PRIX 2017 1st ROUND -夏の陣-
RIZIN FIGHTING WORLD GRAND-PRIX 2017 バンタム級トーナメント 1st ROUND -夏の陣-（ライジン・ファイティング・ワールド・グランプリ・2017 バンタムきゅうトーナメント ファースト ラウンド -なつのじん-）またはRIZIN.6（ライジン・シックス）は、日本の総合格闘技団体「RIZIN」の大会の一つ。
2017年7月30日に埼玉県さいたま市さいたまスーパーアリーナで開催された。

## 概要
「RIZIN FIGHTING WORLD GRAND-PRIX 2017 バンタム級トーナメント」として14人制トーナメントが開催。1回戦の6試合をA,Bブロックに分けて、この大会では、Aブロックの3試合が行われた。グランプリの主役として、堀口恭司の参戦をはじめ、各団体(修斗,DEEP等)の王者が集結した。
また、大会中に、バンタム級トーナメントのBブロックの出場選手として、第2代バンタム級キング・オブ・パンクラシストの石渡伸太郎の参戦が発表された。

## 試合結果
第1試合 MMAルール 93.0kg契約ワンマッチ 1R10分/2R5分
×  テオドラス・オークストリス vs.  カール・アルブレックソン ○
1R 8:01 肩固め
第2試合 女子MMAルール 57.0kg契約ワンマッチ（肘あり） 5分3R
○  真珠・野沢オークレアー  vs.  シーナ・スター ×
1R 1:50 腕ひしぎ十字固め
第3試合 バンタム級トーナメント 1回戦 5分3R
×  石橋佳大 vs.  カリッド・タハ ○
1R 4:52 TKO（レフェリーストップ）
※タハがトーナメント2回戦進出
第4試合 バンタム級トーナメント 1回戦 5分3R
○  大塚隆史 vs.  アンソニー・バーチャック ×
3R終了 判定2-1
※大塚がトーナメント2回戦進出
第5試合 女子MMAルール 49.0kg契約ワンマッチ 5分3R
×  キャシー・ロブ vs.  山本美憂 ○
3R終了 判定0-3
第6試合 MMAルール 70.0kg契約ワンマッチ 1R10分/2R5分
×  北岡悟 vs.  矢地祐介 ○
2R 4:48 TKO（レフェリーストップ）
第7試合 MIXルール 57.0kg契約ワンマッチ 5分2R ※1R、キックボクシングルール(ボクシンググローブ着用)、2R、MMAルール(オープンフィンガーグローブ着用)
○  那須川天心 vs.  才賀紀左衛門 ×
1R 1:36 KO（左ストレート）
第8試合 女子MMAルール 88.0kg契約ワンマッチ（肘あり） 5分3R
○  KINGレイナ vs.  レイディー・タパ ×
3R終了 判定3-0
第9試合 女子MMAルール 120.0kg契約ワンマッチ 5分3R
―  ギャビ・ガルシア vs.  オクサナ・ガグロエヴァ ―
1R 0:14 ノーコンテスト（アイポーク）
※オクサナの右目にギャビの指が入り、ドクターストップで試合続行不可能と判断されたためノーコンテスト
第10試合 MMA特別ルール 120.0kg契約ワンマッチ（肘あり） 5分3R
○  アミール・アリアックバリ vs.  タイラー・キング ×
1R 1:39 TKO（レフェリーストップ）
第11試合 バンタム級トーナメント 1回戦 5分3R
○  堀口恭司 vs.  所英男 ×
1R 1:49 TKO（レフェリーストップ）
※堀口がトーナメント2回戦進出